# Справедливый (эсминец)
«Справедливый» (с 1970 года — Warszawa) —эскадренный миноносец проекта 56 (код НАТО — «Kotlin class destroyer»).

## История строительства
Зачислен в списки ВМФ СССР 15 сентября 1953 года. Заложен на заводе № 190 им. А. А. Жданова 25 декабря 1954 года (строительный № 709), спущен на воду 12 апреля 1956 года. Корабль принят флотом 20 декабря 1956 года, 27 декабря эсминец вступил в состав Советского Военно-Морского Флота.

## Особенности конструкции
С момента постройки на эсминце была усилена мачта. На СВП стояла РЛС «Якорь-М1» прямоугольного сечения, а затем «Якорь-М2». С 1960 года на «Справедливом» испытывалась телевизионная визирная система (станция МТ-45), установленная на специальных площадках на фок- и грот-мачте с продлением площадки мостика в корму (под мачтой). Над носовой дымовой трубой некоторое время устанавливался дополнительный козырёк. После модернизации по проекту 56-А корабль получил зенитный ракетный комплекс «Волна» с системой управления «Ятаган», две РЛС «Дон», РЛС «Ангара» и ГАС «Геркулес-2М». Кормовая башенная артиллерийская установка была демонтирована.

## Служба
После завершения испытаний включён в состав 128-й брэм Балтийского флота. В 1957 году эсминец «Справедливый» находился на артиллерийских учениях, в следующем году — на учениях по противолодочной подготовке.
В 1959 году «Справедливый» отрабатывал взаимодействия с отрядом кораблей. В 1961 году корабль снова находился на учениях. С 18 по 22 октября 1962 года эсминец находился с визитом в Ростоке (ГДР), с 8 по 12 мая 1964 года посетил совместно с эсминцем «Светлым» порт Копенгагена. В период с 1 по 30 октября «Справедливый» в составе КУГ (крейсер «Свердлов», 4 подводные лодки и 2 танкера) нёс боевую службу в Северном и Норвежском морях, следил за учениями сил стран НАТО «Фоленс-64».
С 14 мая 1966 года по 2 ноября 1969 года эсминец прошёл модернизацию по проекту 56-А, в 1970 году был дооборудован по проекту 56-АЭ для поставки на экспорт в Польскую Народную Республику. 25 июня 1970 года в Гдыне на корабле был поднят флаг ВМС Польши. Корабль был переименован в «Варшаву» (Warszawa), получил бортовой номер 275 и 27 января 1971 года был исключён из списков ВМФ СССР.
За время своей службы в составе ВМС Польши Warszawa четырежды посещала Ленинград (1972, 1976, 1981, 1985), дважды Хельсинки (1972, 1980), наносило визиты в Гавр (1973), Портсмут (1975), Лондон (1977), Копенгаген (1978), Карлскруну (1978) и Мурманск (1984).
Эсминец был списан 31 января 1986 года и в апреле этого же года расформирован. Корпус разрезали на металл в 1991 году в Свиноуйсьце.

## Бортовые номера
В ходе службы эсминец сменил ряд следующих бортовых номеров:
- 1956 год — № 92;
- 1959 год — № 254;
- 1960 год — № 256;
- 1963 (?) год — № 254;
- 1964 год — № 191;
- 1965 год — № 954;
- 1967 год — № 175;
- 1969 год — № 375;
- 1970 год — № 372.